# Мохаммед Аль-Ходжалі
Мохаммед Аль-Ходжалі (араб. محمد الخوجلي; нар. 15 січня 1973) — саудівський футболіст, що грав на позиції воротаря.
Виступав, зокрема, за клуби «Аль-Наср» (Ер-Ріяд) та «Ар-Раед», а також національну збірну Саудівської Аравії.

## Клубна кар'єра
У дорослому футболі дебютував 1999 року виступами за команду клубу «Аль-Наср» (Ер-Ріяд), в якій провів вісім сезонів. 
Згодом з 2007 по 2009 рік грав у складі команд клубів «Судус» та «Аль-Наср» (Ер-Ріяд).
У 2009 році перейшов до клубу «Ар-Раед», за який відіграв 4 сезони. Завершив професійну кар'єру футболіста виступами за команду «Ар-Раед» у 2013 році.

## Виступи за збірну
У 2001 році дебютував в офіційних матчах у складі національної збірної Саудівської Аравії. Протягом кар'єри у національній команді, яка тривала 4 роки, провів у формі головної команди країни 14 матчів.
У складі збірної був учасником кубка Азії з футболу 2000 року у Лівані, де разом з командою здобув «срібло», чемпіонату світу 2002 року в Японії і Південній Кореї.

## Титули і досягнення
- Срібний призер Кубка Азії: 2000